# Kameničany
Kameničany jsou obec na Slovensku v okrese Ilava.

## Polohopis
Obec Kameničany leží na středním Pováží, na pravém břehu řeky Váh. Území obce je součástí Ilavské kotliny a ze západu je ohraničeno pohořím Bílých Karpat. Nadmořská výška obce je 237 metrů. Žije zde 563 obyvatel.

## Dějiny
První písemná zmínka o obci Kameničany se nachází v darovací listině z roku 1193, kterou uherský král Bela III. daroval Vrazlovi, veliteli hradní posádky v Trenčíně dva volné katastry - Kameničany a Predmier, za služby poskytnuté při vojenské výpravě proti Byzantské říši. Při zastávce roste lípa, která má více než 400 let.
Obec se v průběhu své historie vzpomíná pod různými jmény:
- 1193 - Kemenchen,
- 1379 - Kameniczan,
- 1491 - Kamychan,
- 1692 - Kameniczani,
- 1863 - Kamentsani,
- 2000 - Kameničany

## Obyvatelstvo

### Národnostní složení obyvatelstva
| \| Kameničany (okr.IL) SODB 2001 \| Kameničany (okr.IL) SODB 2001 \| Kameničany (okr.IL) SODB 2001 \| Kameničany (okr.IL) SODB 2001 \| Kameničany (okr.IL) SODB 2001 \| \| ----------------------------- \| ----------------------------- \| ----------------------------- \| ----------------------------- \| ----------------------------- \| \| \| \| \| \| \| \| Slováci \| Slováci \| \| 99,80 % \| 99,80 % \| \| Češi \| Češi \| \| 0,20 % \| 0,20 % \| |         |  |         |         |
| Kameničany (okr.IL) SODB 2001 |         |  |         |         |
| |         |  |         |         |
| Slováci | Slováci |  | 99,80 % | 99,80 % |
| Češi | Češi    |  | 0,20 %  | 0,20 %  |

### Náboženské složení obyvatelstva
| \| Kameničany (okr.IL) SODB 2001 \| Kameničany (okr.IL) SODB 2001 \| Kameničany (okr.IL) SODB 2001 \| Kameničany (okr.IL) SODB 2001 \| Kameničany (okr.IL) SODB 2001 \| \| ----------------------------- \| ----------------------------- \| ----------------------------- \| ----------------------------- \| ----------------------------- \| \| \| \| \| \| \| \| Římskokatolická c. \| Římskokatolická c. \| \| 98,50 % \| 98,50 % \| \| Bez vyznání \| Bez vyznání \| \| 1,10 % \| 1,10 % \| \| Ostatní, nezjištění \| Ostatní, nezjištění \| \| 0,40 % \| 0,40 % \| |                     |  |         |         |
| Kameničany (okr.IL) SODB 2001 |                     |  |         |         |
| |                     |  |         |         |
| Římskokatolická c. | Římskokatolická c.  |  | 98,50 % | 98,50 % |
| Bez vyznání | Bez vyznání         |  | 1,10 %  | 1,10 %  |
| Ostatní, nezjištění | Ostatní, nezjištění |  | 0,40 %  | 0,40 %  |

## Památky
V obci se nachází kaple se zvonicí. Tato kaple byla postavena v 60. letech 20. století. Mše svatá je v obci sloužena jen jednou do roka - 5. července, na svátek svatého Cyrila a Metoděje, kterým je kaple zasvěcena.